# Dufourea ladakhensis
Dufourea ladakhensis is een vliesvleugelig insect uit de familie Halictidae. De wetenschappelijke naam van de soort is voor het eerst geldig gepubliceerd in 1979 door Warncke.